# Calum von Moger
Calum von Moger (ur. 9 czerwca 1990 w stanie Wiktoria w Australii) – australijski kulturysta.

## Życiorys
Calum von Moger pochodzi z rodziny o austriackich i holenderskich korzeniach. Początkowo mieszkał z rodzicami, czterema braćmi i siostrą na farmie w stanie Victoria w Australii, w roku 1998 przeprowadził się do Geelong, tam chodził do szkoły i tam też jako 14-latek rozpoczął treningi. W roku 2007 ojciec Caluma w wyniku wypadku drogowego został sparaliżowany. W październiku 2014 przeprowadził się do Los Angeles. W styczniu 2022 został przyłapany przez policję z narkotykami, testosteronem i innymi niedozwolonymi środkami, za co został ukarany grzywną w wysokości 500 dolarów, które musiał wpłacić na cele charytatywne. W tym samym roku, na około miesiąc przed swoimi 32. urodzinami, próbował popełnić samobójstwo, skacząc z drugiego piętra.

## Kariera sportowa
- 1. miejsce w zawodach NABBA Junior International Championships w maju 2011 w Melbourne
- 3. miejsce w zawodach NABBA Junior Southern Hemisphere Championships w maju 2011 w Gold Coast w Australii
- 1. miejsce w zawodach Junior Mr Universe w czerwcu 2011, w Baden[8]
- 1. miejsce w zawodach NABBA Class 1 International Championships w maju 2013 w Melbourne
- 3. miejsce w zawodach NABBA Class 1 Southern Hemisphere Championships w maju 2013 in Gold Coast, Australia
- 5. miejsce w zawodach WFF UNIVERSE – under 35 Superbody w czerwcu 2013 w Salonikach
- PRO – WFF / NABBA Mr. Universe 2014, w Południowej Korei[8]
- PRO – WFF / NABBA Mr. Universe 2015,  La Ciotat we Francji[9]
- 1. miejsce – NPC Irongames Championships, 2016, w Culver City, Kalifornia[10][11][12]

## Wybrana filmografia
- 2018: Bigger jako Arnold Schwarzenegger